# Nobuo Nakagawa
Nobuo Nakagawa (中川 信夫Nakagawa Nobuo?; Kioto, 18 de abril de 1905 – Tokio, 17 de junio de 1984) fue un director de cine y guionista japonés, uno de los principales exponentes del J-Horror.

## Biografía
Nacido en Kioto, Nakagawa pronto fue influido por la literatura proletaria y escribió críticas de películas para la revista cinematográfica Kinema Junpō.
Nakagawa se unió a Makino Film Productions en 1929 como asistente de dirección y trabajó junto a Masahiro Makino. Cuando el estudio se declaró en bancarrota en 1932, pasó a la compañía de producción de Utaemon Ichikawa e hizo su debut como cineasta en 1934 con Yumiya Hachiman Ken. A continuación se mudó a Tōhō, donde realizó comedias y documentales durante los años de guerra.
Fue en Shin-Toho, acabada la guerra, cuando se hizo conocido por sus adaptaciones cinematográficas de kaidan, historias tradicionales de fantasmas, convirtiéndose en uno de los más importantes autores del cine de horror japonés. Para el público occidental, su película más famosa es Jigoku de 1960, que también coescribió.
En 1984, Nakagawa se encontraba en Pésaro, Italia para asistir a una proyección de su película famosa Tokaido Yotsuya kaidan, pero en marzo sufrió un ictus que lo hizo caer en coma. Murió el 17 de junio de 1984 a la edad de 79 años debido a una insuficiencia cardíaca.

## Filmografía parcial
- Itahachi Jima (1938)
- Tange Sazen: Sekigan no Maki (1939)
- Rinchi (1949)
- Shinya no Kokuhaku (1949)
- Horafuki Tanji (1954)
- Natsume Soseki no Sanshiro (1955)
- Kaii Utsunomiya Tsuritenjo (1956)
- Koi sugata kitsune goten (1956)
- Kyuketsuki-ga (Vampire Moth) (1956)
- Kaidan Kasane-ga-fuchi (El fantasma del pantano de Kasane) (1957)
- Borei kaibyo yashiki (La mansión del gato fantasma) (1958)
- Tokaido Yotsuya Kaidan (El fantasma de Yotsuya) (1959)
- Onna Kyuketsuki (La dama vampiro) (1959)
- Jigoku (Infierno) (1960)
- Inazuma a Uge no Ketto (1962)
- Kaidan Hebbi-onna (El fantasma de la mujer serpiente) (1968)
- Yoen Dokufuden: Okatsu Kyojo Tabi (1969)
- Kaidan: Ikiteiru Koheiji (1982)